# Burmannia densiflora
Espèce
Synonymes
- Burmannia aptera Schltr.[2]
- Burmannia congesta (C.H.Wright) Jonker[2]
- Burmannia densiflora Schltr.[2]
- Gymnosiphon congestus C.H.Wright[2]

Burmannia densiflora Schltr. est une espèce de plantes à fleurs de la famille des Burmanniaceae et du genre Afrothismia. C'est une plante endémique du Cameroun. 